# A673
A673 (亦稱ATCC CRL-1598、RMS1598) 是在1973年建立的人類尤文氏肉瘤細胞系，最初因技術尚未完全成熟而被誤認為橫紋肌肉瘤細胞系。A673的胞體呈多邊形，並且每個細胞擁有四個以上的標誌染色體、一個額外的F染色體及兩個異常的B染色體。它能夠在軟瓊脂培養基上形成克隆，並且在經免疫抑制血清處理的小鼠體內形成腫瘤。A673模型已用於研究尤文氏肉瘤的血管生成和對抗血管生成劑的反應，而且是應用於研究內皮唾液酸蛋白定向療法的有用模型。 

## 外部連結
- Cellosaurus entry for A673（页面存档备份，存于）